# Коэффициент молярной экстинкции
Коэффициент молярной экстинкции является характеристикой того, насколько сильно химическое вещество поглощает свет на заданной длине волны. Коэффициент является неотъемлемым свойством данного вещества. В Международной системе единиц (СИ) единицей коэффициента молярной экстинкции является квадратный метр, делённый на моль (м2·моль-1), но обычно используют размерность М−1⋅см−1 или л⋅моль−1⋅см−1.
Поглощение веществом света зависит от длины пути, пройденного светом, и концентрации вещества; согласно закону Бугера-Ламберта-Бера:
{\displaystyle A=\varepsilon c\ell ,}
где
- ε — коэффициент молярного поглощения данного вещества;
- с — концентрация вещества;
- ℓ — длина пути светового пучка в растворе.

## В биохимии
В биохимии коэффициент молярной экстинкции белка на длине волны 280 nm зависит исключительно от числа остатков ароматических аминокислот, в частности, триптофана, и потому может быть предсказан исходя из аминокислотной последовательности.
Знание коэффициента молярной экстинкции позволяет определить концентрацию белка в растворе при помощи спектрофотометра.